# Aspar Racing Team
Aspar Racing Team é uma equipe de motociclismo da MotoGP, com sede na Espanha.
Atualmente seus atuais pilotos são Eugene Laverty e Yonny Hernández. usam a motoclicleta Ducati GP14.2, e pneus Michelin..